# سرگی موریکو
سرگی موریکو (انگلیسی: Sergei Mureiko؛ زادهٔ ۲ ژوئیه ۱۹۷۰) کشتی‌گیر بازنشستهٔ اهل مولداوی است که در دستهٔ وزنی فوق سنگین برای شوروی سابق، مولداوی و بلغارستان رقابت کرد. موریکو برندهٔ مدال برنز المپیک ۱۹۹۶ آتلانتا و دو مدال نقره (۱۹۹۳، ۱۹۹۵) و یک برنز (۱۹۹۹) از مسابقات قهرمانی کشتی جهان است. او همچنین یک مدال طلا، یک نقره و شش برنز مسابقات قهرمانی کشتی اروپا را کسب کرد.
موریکو تنها مدال طلای خود را در مسابقات قهرمانی کشتی اروپا در غیاب الکساندر کارلین در سال ۱۹۹۷ کسب کرد. کارلین او را یکی از سرسخت‌ترین رقبایش می‌دانست.